# Pullay
Pullay est une commune française située dans le département de l'Eure, en région Normandie.
Avec 356 résidences secondaires (ou logements occasionnels) pour seulement 154 résidences principales, soit un taux de 69,8 %, la commune se classe seconde pour le département de l'Eure derrière la commune des Barils.

## Géographie

### Localisation
| Mandres                   | Mandres | Verneuil d'Avre et d'Iton (comm. dél. de Verneuil-sur-Avre) |
| Les Barils                | Pullay  | Verneuil d'Avre et d'Iton (comm. dél. de Verneuil-sur-Avre) |
| Saint-Christophe-sur-Avre |         | Saint-Victor-sur-Avre                                       |

### Hydrographie
La commune est située dans le bassin Seine-Normandie. Elle est drainée par l'Avre, le cours d'eau 01 de la commune de Verneuil-sur-Avre, le fossé 01 de la commune de Pullay et un autre petit cours d'eau,.
L'Avre, d'une longueur de 80 km, prend sa source dans la commune de Tourouvre au Perche et se jette  dans l'Eure en limite de Montreuil et de Saint-Georges-Motel, après avoir traversé 29 communes.Les caractéristiques hydrologiques de l'Avre sont données par la station hydrologique située sur la commune de Saint-Christophe-sur-Avre. Le débit moyen mensuel est de 0,35 m3/s. Le débit moyen journalier maximum est de 10,1 m3/s, atteint lors de la crue du 13 juin 2018. Le débit instantané maximal est quant à lui de 14,7 m3/s, atteint le 12 juin 2018.

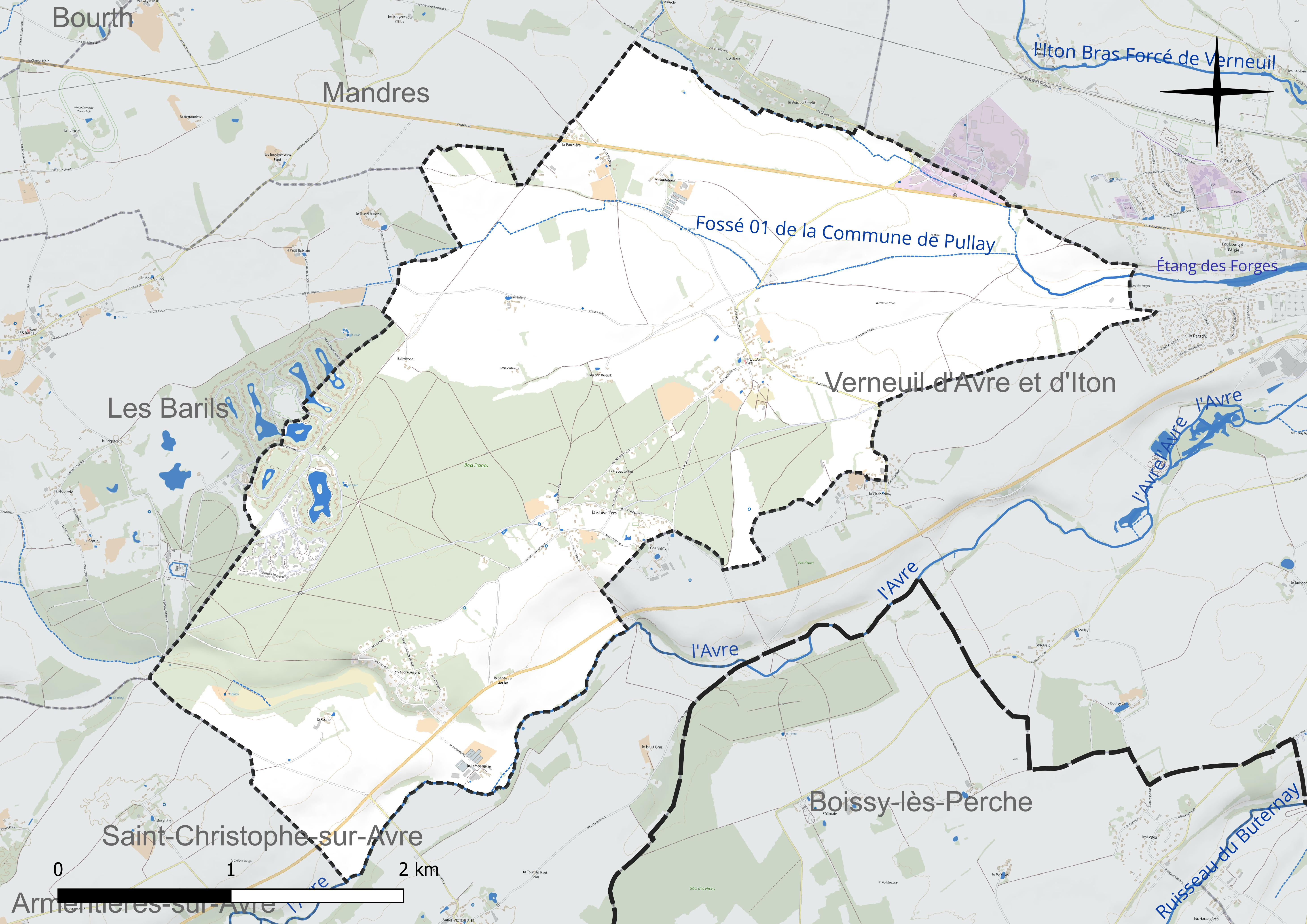
Réseau hydrographique de Pullay.

### Climat
Pour des articles plus généraux, voir Climat de la Normandie et Climat de l'Eure.
En 2010, le climat de la commune est de type climat océanique dégradé des plaines du Centre et du Nord, selon une étude du CNRS s'appuyant sur une série de données couvrant la période 1971-2000. En 2020, Météo-France publie une typologie des climats de la France métropolitaine dans laquelle la commune est dans une zone de transition entre le climat océanique et le climat océanique altéré et est dans une zone de transition entre les régions climatiques « Sud-ouest du bassin Parisien » et « Normandie (Cotentin, Orne) ». Parallèlement le GIEC normand, un groupe régional d’experts sur le climat, différencie quant à lui, dans une étude de 2020, trois grands types de climats pour la région Normandie, nuancés à une échelle plus fine par les facteurs géographiques locaux. La commune est, selon ce zonage, exposée à un « climat des plateaux abrités », correspondant aux plaines agricoles de l’Eure, avec une pluviométrie beaucoup plus faible que dans la plaine de Caen en raison du double effet d’abri provoqué par les collines du Bocage normand et par celles qui s’étendent sur un axe du Pays d'Auge au Perche.
Pour la période 1971-2000, la température annuelle moyenne est de 10,1 °C, avec  une amplitude thermique annuelle de 14,1 °C. Le cumul annuel moyen de précipitations est de 694 mm, avec 11,4 jours de précipitations en janvier et 8,2 jours en juillet. Pour la période 1991-2020, la température moyenne annuelle observée sur la station météorologique la plus proche, située sur la commune de Piseux à 9 km à vol d'oiseau, est de 11,3 °C et le cumul annuel moyen de précipitations est de 676,7 mm,. Pour l'avenir, les paramètres climatiques de la commune estimés pour 2050 selon différents scénarios d’émission de gaz à effet de serre sont consultables sur un site dédié publié par Météo-France en novembre 2022.

## Urbanisme

### Typologie
Au 1er janvier 2024, Pullay est catégorisée commune rurale à habitat dispersé, selon la nouvelle grille communale de densité à 7 niveaux définie par l'Insee en 2022.
Elle est située hors unité urbaine. Par ailleurs la commune fait partie de l'aire d'attraction de Verneuil d'Avre et d'Iton, dont elle est une commune de la couronne,. Cette aire, qui regroupe 24 communes, est catégorisée dans les aires de moins de 50 000 habitants,.

### Occupation des sols
L'occupation des sols de la commune, telle qu'elle ressort de la base de données européenne d’occupation biophysique des sols Corine Land Cover (CLC), est marquée par l'importance des territoires agricoles (63,5 % en 2018), en diminution par rapport à 1990 (65,6 %). La répartition détaillée en 2018 est la suivante : 
terres arables (54,7 %), forêts (30,1 %), prairies (6,1 %), espaces verts artificialisés, non agricoles (4 %), zones agricoles hétérogènes (2,6 %), zones urbanisées (2,5 %). L'évolution de l’occupation des sols de la commune et de ses infrastructures peut être observée sur les différentes représentations cartographiques du territoire : la carte de Cassini (XVIIIe siècle), la carte d'état-major (1820-1866) et les cartes ou photos aériennes de l'IGN pour la période actuelle (1950 à aujourd'hui).

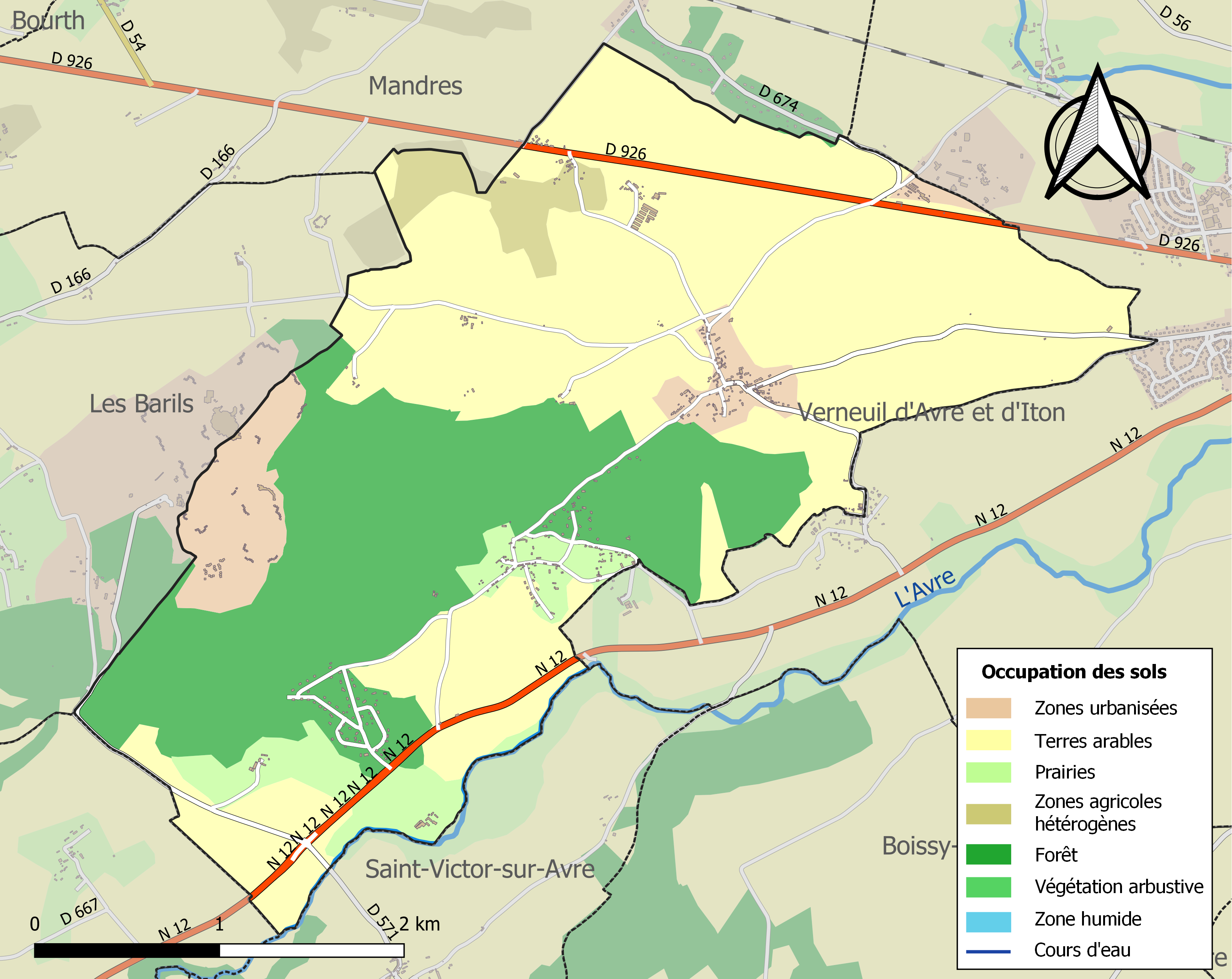
Carte des infrastructures et de l'occupation des sols de la commune en 2018 (CLC).

## Toponymie
Le nom de la localité est attesté sous la forme Purlaicum en 1127 (bulle d’Honorius II), Pruilleium en 1271 (Saint-Allais, Monstre), Prulaium et Prulliacum (cartulaire de Saint-Père de Chartres) au XIIIe siècle, Saint Gervese de Pullay en 1303, Puley en 1793, Pulay en 1801.
Les toponymes avec le suffixe toponymique -ay sont similaires aux toponymes en -ey, ils sont peut-être plus tardifs ou simplement une variante. Suffixe toponymique fréquent dans le nord de la France.

## Politique et administration
| Période                                  | Période  | Identité             | Étiquette | Qualité  |
| ---------------------------------------- | -------- | -------------------- | --------- | -------- |
| mars 2001                                | 2008     | Jean-Claude Gasparet |           |          |
| mars 2008                                | En cours | Serge Souchay        | DVD       | Retraité |
| Les données manquantes sont à compléter. |          |                      |           |          |

## Démographie
L'évolution du nombre d'habitants est connue à travers les recensements de la population effectués dans la commune depuis 1793. Pour les communes de moins de 10 000 habitants, une enquête de recensement portant sur toute la population est réalisée tous les cinq ans, les populations de référence des années intermédiaires étant quant à elles estimées par interpolation ou extrapolation. Pour la commune, le premier recensement exhaustif entrant dans le cadre du nouveau dispositif a été réalisé en 2007.

En 2022, la commune comptait 387 habitants, en évolution de −3,49 % par rapport à 2016 (Eure : −0,25 %, France hors Mayotte : +2,11 %).
| 1793 | 1800 | 1806 | 1821 | 1831 | 1836 | 1841 | 1846 | 1851 |
| ---- | ---- | ---- | ---- | ---- | ---- | ---- | ---- | ---- |
| 422  | 373  | 430  | 368  | 384  | 378  | 406  | 213  | 396  |

| 1856 | 1861 | 1866 | 1872 | 1876 | 1881 | 1886 | 1891 | 1896 |
| ---- | ---- | ---- | ---- | ---- | ---- | ---- | ---- | ---- |
| 352  | 328  | 329  | 316  | 292  | 274  | 256  | 262  | 253  |

| 1901 | 1906 | 1911 | 1921 | 1926 | 1931 | 1936 | 1946 | 1954 |
| ---- | ---- | ---- | ---- | ---- | ---- | ---- | ---- | ---- |
| 333  | 282  | 318  | 304  | 396  | 341  | 333  | 349  | 323  |

| 1962 | 1968 | 1975 | 1982 | 1990 | 1999 | 2006 | 2007 | 2012 |
| ---- | ---- | ---- | ---- | ---- | ---- | ---- | ---- | ---- |
| 243  | 237  | 246  | 304  | 328  | 353  | 365  | 370  | 394  |

| 2017 | 2022 | - | - | - | - | - | - | - |
| ---- | ---- | - | - | - | - | - | - | - |
| 400  | 387  | - | - | - | - | - | - | - |

## Culture locale et patrimoine

### Lieux et monuments
La commune de Pullay compte un édifice inscrit et classé au titre des monuments historiques :
- l'église Saint-Gervais-Saint-Protais (XIIe et XVIe),  Classé MH (1932),  Inscrit MH (2011)[27]. Cette église d'origine romane est mentionnée dès 1127. Elle a été partiellement reconstruite au XVIIe siècle. Intéressant bas côté sud, ajouté aux XVe et XVIe siècles, avec trois pignons supportant les toitures perpendiculaires à celle de la nef. Ouverte tous les jours de 9 h à 18 h.

Autres : 
- Mariette : vierge en terre cuite peinte en blanc. Jolie croix en fer forgé au sol.
- Verger conservatoire : Une trentaine de pommiers de variétés différentes. Visites libres et gratuites de mars à septembre.
- Puits avec chaîne à godet (la Fauvelière).
- Voie verte des Bois-Francs : itinéraire goudronné de 8,5 km reliant Verneuil-sur-Avre, Pullay et Les Barils. Axe sécurisé interdit aux véhicules motorisés et aux chevaux. Accès libre et gratuit toute l'année.

### Héraldique
| Blason de Pullay | Blason  | Tiercé en pairle renversé: au 1er de gueules à deux léopards d'or, armés et lampassés d'azur, l'un au-dessus de l'autre, au 2e de sinople à trois pommes d'or feuillées du même, au 3e d'argent à la fasce ondée d'azur, au puits du lieu d'or, brochant et accosté de deux épis de blé du même, chargeant la fasce, celui de dextre posé en barre et celui de senestre en bande. |
| Blason de Pullay | Détails | Les deux léopards d'or sur champ de gueules rappellent les armes de la Normandie. Création Jean-François Binon. |